# Проїждже
Прої́ждже — село в Україні, у Старобільській міській громаді Старобільського району Луганської області. Населення становить 938 осіб. Колишній орган місцевого самоврядування — Лиманська сільська рада.

## Географія
На південно-західній околиці села Балка Проїзджа впадає у річку Айдар.

## Історія
За селом Проїждже знаходяться високі козацькі могили, що біля Гетьманського шляху (таких могил 28).
Шлях називається Гетьманським через те, що ним проїжджав гетьман України Дмитро Вишневецький, який разом зі своїм загоном у 1559 році у битві над Айдаром завдав поразки кримським татарам. Річка Айдар згадується в літописах з 1503 року під назвами Гайдар, Одар, Айдара. Існує припущення, що цю назву дали татари (від тюркського «ай»- святий, благословенний, «дар» — долина, ущелина) — благословенна долина.
Місце, де розташоване село, належить до колись нічийного Дикого поля, через яке татари робили свої набіги на Україну. Але поступово вона заселялася українськими козаками, вихідцями з Чернігівщини, Полтавщини, Курщини.
Слово «проїждже» вперше письмово знаходиться в матеріалах за 1777-1784 роки. Але хутір з такою назвою був заснований набагато раніше, бо він згадується ще при описі Булавінського повстання 1707-1709 років. В «Історії міст і сіл УРСР» про це сказано: «Активну участь у повстанні взяли жителі Іванівської Луки (нині Булавинівки), куди після розгрому карателів під керівництвом Юрія Долгорукого у Шульгин-містечку Кіндрат Булавін переніс свій табір. Неподалік від села було збудовано лінію укріплень, що тяглася від річки Айдар до села Проїждже…»
Проїждже спершу називалося Кашубівкою. Заселення почалося з кутка Одноребрівка (тепер вулиця 8 Березня) та кутка Красний план (тепер вулиця Лугова). Кашубівкою хутір називався завдяки прізвищу Кашуба, його мали багато мешканців Булавинівки, які першими поселилися у вищезгаданих кутах.
Щодо самої назви Проїждже, існує припущення, що під час Булавінського повстання в яру, який нині знаходиться на території села, стояв заслін, на якому пропускали повстанців, кажучи: «Проїжджай».
У документах за 1830 рік про це поселення написано: «…загальна кількість будинків — 119, число господарів — 50, помічників — 61, військових і селян різних звань — 369, жіночої статі — 458».
Кріпацтво на даній території запроваджене пізніше, ніж в інших місцях України,- в 1783 році.
До революції Проїждже відносилося в різні часи до Воронезької, Харківської, Острозької, Слобідсько-Української губерній, входило до Піщанської волості Старобільського повіту. Проїжджани ходили до булавинівської церкви святого Дмитра, яка була споруджена 1782 році на місці поховання загиблих повстанців — булавінців. А в 1910-1913 селяни збудували на власні кошти церкву і в Проїжджому — відтоді воно перетворюється із слободи в село. Святиня стала шедевром архітектури села. Церкву було освячено 14 жовтня 1913-в день Покрови Пресвятої Богородиці.
Збереглася фотографія цієї церкви — вона стояла на найвищому в селі місці (в теперішньому центрі села, за теперішніми магазинами), мала високу дзвіницю з шістьма виготовленими з міді та срібла дзвонами вагою від одного до шістдесяти пудів (відповідно 16 і 960 кілограмів). Малі дзвони застосовувались у будні дні, а великі у річні свята. Церква була найкращою в окрузі. У 1931 році її закрили, а через два десятиліття зруйнували . У 1988 році при спорудженні сільського ставка біля Очкурового яру, було знайдено один з церковних дзвонів.
Ось що пише про церкву у спогадах та ілюструє її велич у формі малюнка син розкуркуленого селянина Скрипник Дмитро Васильович (1919 р. н.):
```
«Всего высота примерно 80 метров. Колокольня 60-70 метров, с северной стороны, наверно, была вмонтирована бутылка, так как на непогоду она свистела на всю деревню . Но этого секрета так никто и не узнал. При мне был снят самый высокий крест. Снимал местный житель села: выпил залпом бутылку водки и полез наверх. Это я видел собственными глазами. Сразу возле входа в ограду был похоронен коммунар, где всегда был митинг. Таких церквей в Луганской области было построено 5. Возможно, которые сохранили ее архитектуру. Называли ее Пятиглавая пресвятой Богородицы. Внутри было два корпуса: левый – женский ,правый – мужской. Возле входа колонка для воды и рядом магазин; сзади, вернее сбоку кладбище, там же амбары. А вот школа – не помню, или была построена, или ее ремонтировали. Потому что я, когда бегал по лесом,  то проколол гвоздем соткой между пальцев, а брали материал с амбаров…»
```

Цікава історична річ є в сільській школі — бронзовий дзвоник, на якому дата виготовлення 1897 рік. А сама школа була відкрита в 1900 році. Перша сільська вчителька Любов Опанасівна Яковлева.
Позначилися на житті і Столипінська земельна реформа, і революційні події. За результатами земельної реформи на проїжджанських землях виникли два хутори — Піщаний та Голубівка. Під час революції загинуло п'ятнадцять проїжджан. Від розкуркулення в 1930-1931 роках постраждали 70 дворів(230 чоловік). Під час голодомору в 1932-33 роках в селі померло приблизно 384 людини, а ще 235 у Другій Світовій війні — в пам'ять про них проїжджани в 1971 році встановили пам'ятник «Скорботна мати». У 1974 було збудовано будинок культури, в якому зараз розміщені сільська бібліотека та музей.
Село постраждало внаслідок геноциду українського народу, вчиненого урядом СРСР у 1932—1933 роках, кількість встановлених жертв — 365 людей.

Світлини
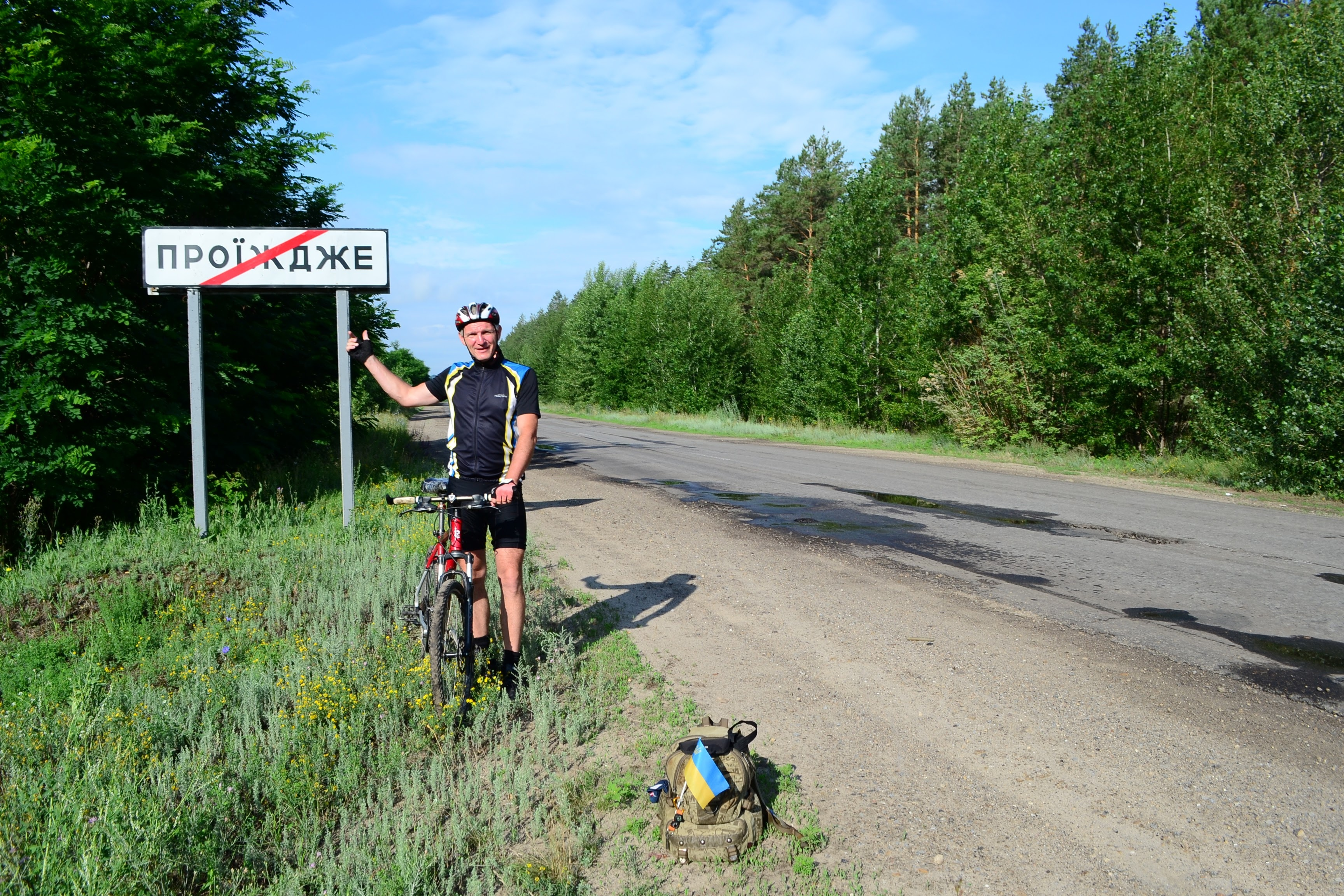
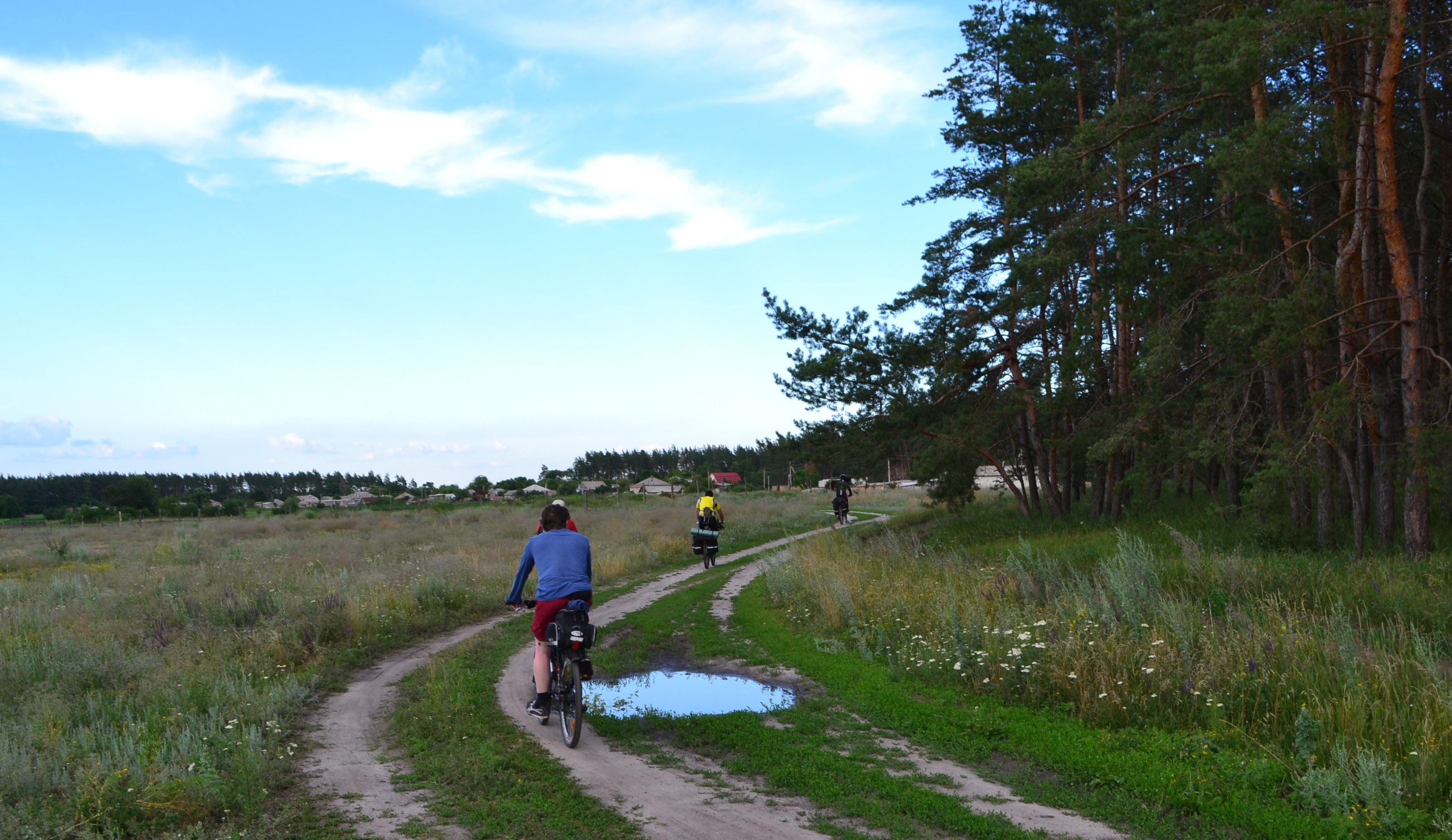
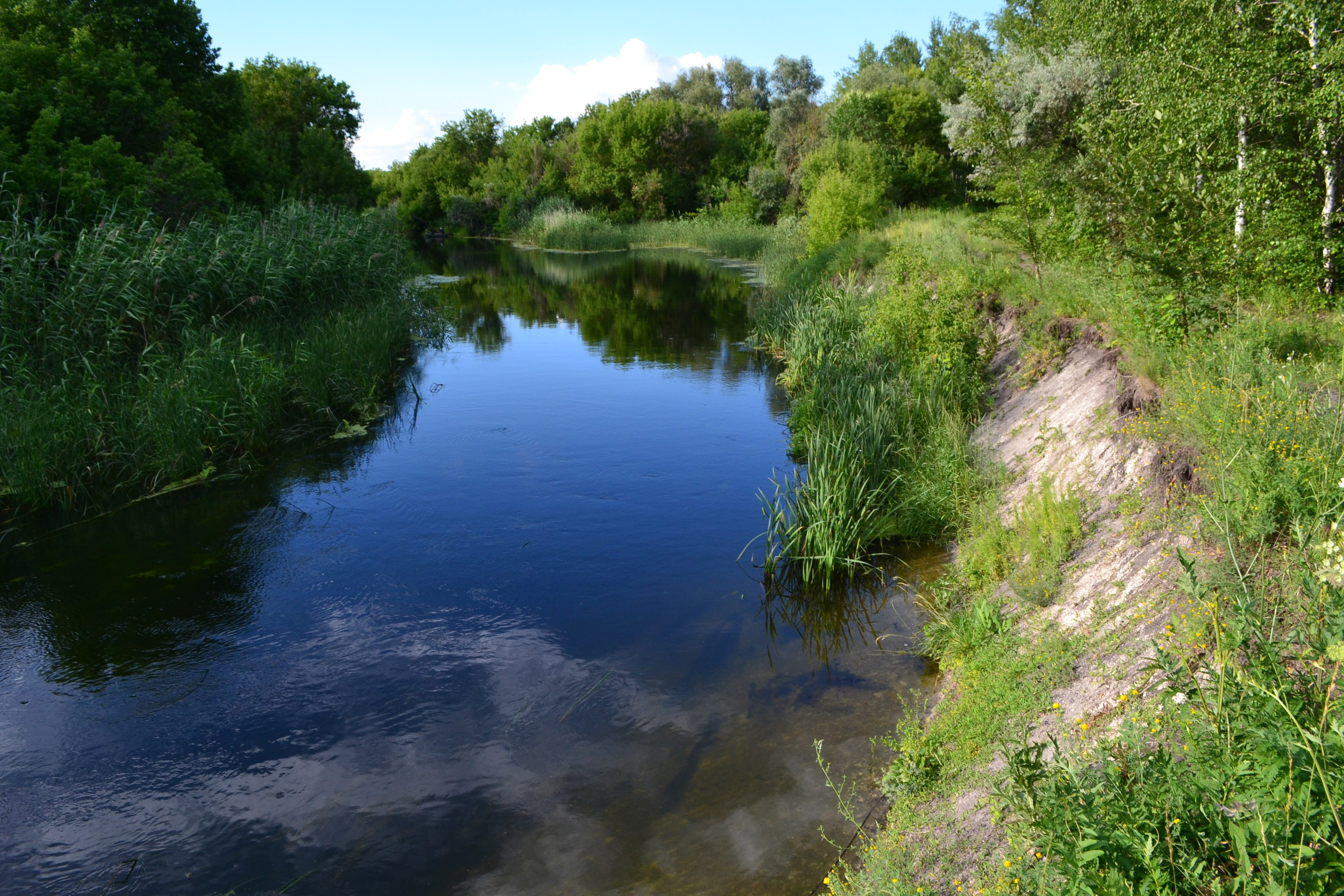

## Також
- Перелік населених пунктів, що постраждали від Голодомору 1932-1933, Луганська область